# NGC 2251
NGC 2251 је расејано звездано јато у сазвежђу Једнорог које се налази на NGC листи објеката дубоког неба.
Деклинација објекта је + 8° 21' 59" а ректасцензија 6h 34m 38,4s. Привидна величина (магнитуда) објекта NGC 2251 износи 7,3. NGC 2251 је још познат и под ознакама OCL 499.